# Liste der Baudenkmale in Blankenberg
In der Liste der Baudenkmale in Blankenberg sind alle Baudenkmale der Gemeinde Blankenberg (Landkreis Ludwigslust-Parchim) und ihrer Ortsteile aufgelistet (Stand: Januar 2021).

## Blankenberg
| ID | Lage                          | Bezeichnung                    | Beschreibung | Bild                           |
| -- | ----------------------------- | ------------------------------ | --- | ------------------------------ |
|    | (Karte)                       | Wasserturm                     | Wasserturm des Bahnhofs zwischen den Strecken nach Bad Kleinen und Wismar, etwa 500 Meter westlich des Bahnhofsvorplatzes. | Wasserturm                     |
|    | Am Bahnhof 1 (Karte)          | Bahnhof, Empfangsgebäude       | Empfangsgebäude an der Bahnstrecke Bad Kleinen–Rostock                                                                     | Weitere Bilder                 |
|    | Bahnhofsvorplatz 5 (Karte)    | Bahnhof, Empfangsgebäude       | Empfangsgebäude an der Bahnstrecke Wismar–Karow                                                                            | Weitere Bilder                 |
|    | Eisenbahnstraße 10–13 (Karte) | Bahnarbeiterhaus mit Stall     | Die dreiBahnarbeiterhäuser liegen an der Bahnstrecke nach Bad Kleinen, nördlich des Bahnhofs.                              | Bahnarbeiterhaus mit Stall     |
|    | Eisenbahnstraße 14–15 (Karte) | Bahnarbeiterhaus mit Stall     | | Bahnarbeiterhaus mit Stall     |
|    | Eisenbahnstraße 16–18 (Karte) | Bahnarbeiterhaus mit 2 Ställen | | Bahnarbeiterhaus mit 2 Ställen |
|    | Penziner Straße 4 (Karte)     | Chausseehaus, ehem.            | | Chausseehaus, ehem.            |
|    | Penziner Straße 10 (Karte)    | Schule mit Stall, ehem.        | |                                |

## Friedrichswalde
| ID | Lage                           | Bezeichnung            | Beschreibung | Bild                   |
| -- | ------------------------------ | ---------------------- | --- | ---------------------- |
|    | Friedrichswalder Platz (Karte) | altes Forsthaus        | |                        |
|    | Friedrichswalder Platz         | Pferdestall            | | Pferdestall            |
|    | Schlosspark                    |                        | Schlosspark vom Gut und Jagdschloss Friedrichswalde am Weißen See, dass ab 1820 im Besitz der Familien von Flotow, von Lewtzow und ab 1898 Wedekind war und 2002 von der Familie Hübner erworben und saniert wurde. |                        |
|    | am Labenzer See (Karte)        | Mausoleum von Wedekind | Mausoleum von Generalkonsul a. D. Paul Justus Rudolph Wedekind; Hirschplastik von 1914 vom Bildhauer Louis Tuaillon                                                                                                 | Mausoleum von Wedekind |

## Penzin
| ID | Lage                      | Bezeichnung                       | Beschreibung | Bild                       |
| -- | ------------------------- | --------------------------------- | --- | -------------------------- |
|    | (Karte)                   | Kirche mit Friedhofsportal        | Gotische Kirche vom 14. Jahrhundert; klassizistischer Umbau mit Dachreitertürmchen und runder Laterne (Architektur); Kanzel aus dem 17. Jh. | Kirche mit Friedhofsportal |
|    | Penziner Straße 1 (Karte) | Gutsanlage mit Gutshaus, Kuhstall | |                            |
|    | Penziner Straße 8 (Karte) | Bahnarbeiterhaus                  | | Bahnarbeiterhaus           |

## Weiße Krug
| ID | Lage                       | Bezeichnung                     | Beschreibung | Bild                            |
| -- | -------------------------- | ------------------------------- | ------------ | ------------------------------- |
|    | Weiße Kruger Weg 3 (Karte) | Wohnhaus (Forsthof), 2 Scheunen |              | Wohnhaus (Forsthof), 2 Scheunen |

## Wipersdorf
| ID | Lage               | Bezeichnung                              | Beschreibung | Bild |
| -- | ------------------ | ---------------------------------------- | ------------ | ---- |
|    | Penziner Straße 14 | Bauernhaus, Stall, Scheune, Stallscheune |              |      |

## Ehemalige Denkmale

### Penzin
| ID | Lage            | Bezeichnung         | Beschreibung | Bild |
| -- | --------------- | ------------------- | ------------ | ---- |
|    | Penziner Straße | Stellmacherei ehem. |              |      |